# Sunipia cirrhata
Sunipia cirrhata là một loài thực vật có hoa trong họ Lan. Loài này được (Lindl.) P.F.Hunt miêu tả khoa học đầu tiên năm 1971.

## Hình ảnh

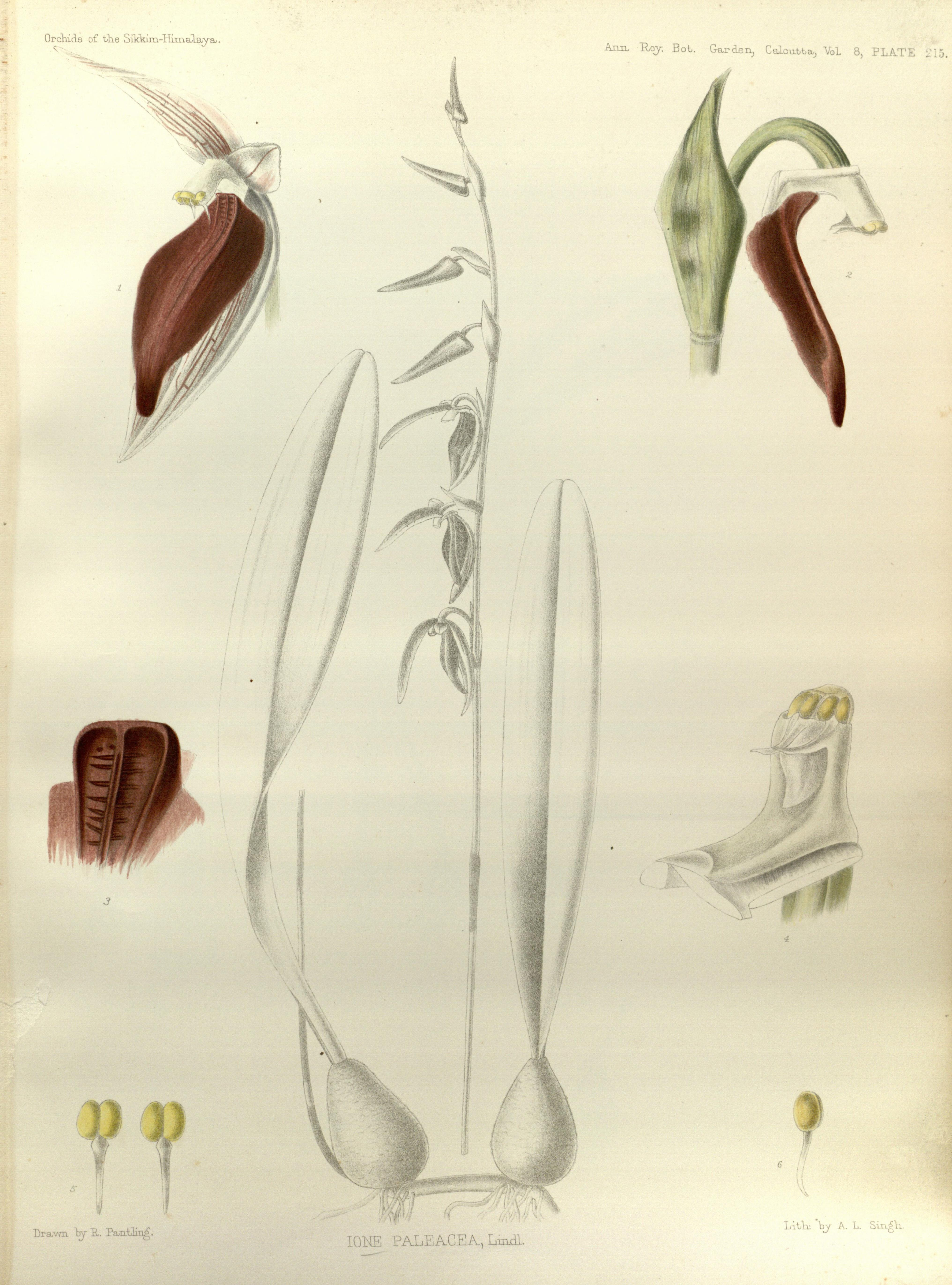